# The Wild Places (nummer van Duncan Browne)
"The Wild Places" is een nummer van de Engels singer-songwriter Duncan Browne. Het nummer werd uitgebracht op zijn gelijknamige album uit 1978. Dat jaar werd het nummer uitgebracht als de eerste single van het album.

## Achtergrond
"The Wild Places" is geschreven en geproduceerd door Browne zelf. Het valt binnen de genres symfonische rock en new wave. De drums op het nummer worden gespeeld door Simon Phillips, de basgitaar door John Giblin en Tony Hymas was de toetsenist. Ter promotie van het nummer trad Browne op bij het Nederlandse televisieprogramma Toppop. Dit optreden groeide uit tot een van de bekendste clips uit het programma. Terwijl Browne het nummer zingt, danst er een vrouw in luipaardvel sensueel om hem heen. Deze vrouw verscheen ook op de album- en singlehoes en was zijn vriendin en fotomodel Mary Dobson.
De singleversie van "The Wild Places" duurt ruim twee minuten korter dan de albumversie. Dit verschil is veroorzaakt doordat het lange, instrumentale deel aan het einde is weggeknipt. Het nummer werd opvallend genoeg alleen een hit in de Benelux. In Nederland kwam het respectievelijk tot de zevende en achtste plaats in de Top 40 en de Nationale Hitparade, terwijl in Vlaanderen de twaalfde plaats in de voorloper van de Ultratop 50 werd gehaald. In 1991 werd een remix van het nummer uitgebracht onder de titel "The Wild Places '91", wat in Nederland tot plaats 28 in de Top 40 en plaats 29 in de Nationale Top 100 kwam. In 1984 werd het nummer gecoverd door Iain Matthews op zijn album Shook.

## Hitnoteringen

### Originele versie

#### Nederlandse Top 40
| Hitnotering: 10-03-1979 t/m 28-04-1979 | Hitnotering: 10-03-1979 t/m 28-04-1979 | Hitnotering: 10-03-1979 t/m 28-04-1979 | Hitnotering: 10-03-1979 t/m 28-04-1979 | Hitnotering: 10-03-1979 t/m 28-04-1979 | Hitnotering: 10-03-1979 t/m 28-04-1979 | Hitnotering: 10-03-1979 t/m 28-04-1979 | Hitnotering: 10-03-1979 t/m 28-04-1979 | Hitnotering: 10-03-1979 t/m 28-04-1979 | Hitnotering: 10-03-1979 t/m 28-04-1979 |
| Week                                   | 1                                      | 2                                      | 3                                      | 4                                      | 5                                      | 6                                      | 7                                      | 8                                      |                                        |
| -------------------------------------- | -------------------------------------- | -------------------------------------- | -------------------------------------- | -------------------------------------- | -------------------------------------- | -------------------------------------- | -------------------------------------- | -------------------------------------- | -------------------------------------- |
| Positie                                | 20                                     | 13                                     | 8                                      | 7                                      | 7                                      | 12                                     | 19                                     | 28                                     | uit                                    |

#### Nationale Hitparade
| Hitnotering: 17-03-1979 t/m 05-05-1979 | Hitnotering: 17-03-1979 t/m 05-05-1979 | Hitnotering: 17-03-1979 t/m 05-05-1979 | Hitnotering: 17-03-1979 t/m 05-05-1979 | Hitnotering: 17-03-1979 t/m 05-05-1979 | Hitnotering: 17-03-1979 t/m 05-05-1979 | Hitnotering: 17-03-1979 t/m 05-05-1979 | Hitnotering: 17-03-1979 t/m 05-05-1979 | Hitnotering: 17-03-1979 t/m 05-05-1979 | Hitnotering: 17-03-1979 t/m 05-05-1979 |
| Week                                   | 1                                      | 2                                      | 3                                      | 4                                      | 5                                      | 6                                      | 7                                      | 8                                      |                                        |
| -------------------------------------- | -------------------------------------- | -------------------------------------- | -------------------------------------- | -------------------------------------- | -------------------------------------- | -------------------------------------- | -------------------------------------- | -------------------------------------- | -------------------------------------- |
| Positie                                | 19                                     | 8                                      | 8                                      | 12                                     | 24                                     | 26                                     | 26                                     | 42                                     | uit                                    |

#### NPO Radio 2 Top 2000
| Nummer met noteringen in de NPO Radio 2 Top 2000 | '99  | '00 | '01 | '02 | '03 | '04 | '05 | '06 | '07 | '08 | '09  | '10  | '11  | '12  | '13  | '14  | '15  | '16  | '17  | '18 | '19  | '20  | '21  | '22-'23 | '24  |
| ------------------------------------------------ | ---- | --- | --- | --- | --- | --- | --- | --- | --- | --- | ---- | ---- | ---- | ---- | ---- | ---- | ---- | ---- | ---- | --- | ---- | ---- | ---- | ------- | ---- |
| The Wild Places                                  | 1039 | 646 | 809 | 720 | 773 | 726 | 595 | 998 | 905 | 787 | 1340 | 1224 | 1369 | 1201 | 1100 | 1179 | 1256 | 1560 | 1694 | -   | 1864 | 1788 | 1951 | -       | 1918 |

1. ↑  Een '-' betekent dat het nummer niet was genoteerd en een vetgedrukt getal geeft de hoogste notering aan.

### The Wild Places '91

#### Nederlandse Top 40
| Hitnotering: 17-08-1991 t/m 31-08-1991 | Hitnotering: 17-08-1991 t/m 31-08-1991 | Hitnotering: 17-08-1991 t/m 31-08-1991 | Hitnotering: 17-08-1991 t/m 31-08-1991 | Hitnotering: 17-08-1991 t/m 31-08-1991 |
| Week                                   | 1                                      | 2                                      | 3                                      |                                        |
| -------------------------------------- | -------------------------------------- | -------------------------------------- | -------------------------------------- | -------------------------------------- |
| Positie                                | 34                                     | 28                                     | 33                                     | uit                                    |

#### Nationale Top 100
| Hitnotering: 03-08-1991 t/m 28-09-1991 | Hitnotering: 03-08-1991 t/m 28-09-1991 | Hitnotering: 03-08-1991 t/m 28-09-1991 | Hitnotering: 03-08-1991 t/m 28-09-1991 | Hitnotering: 03-08-1991 t/m 28-09-1991 | Hitnotering: 03-08-1991 t/m 28-09-1991 | Hitnotering: 03-08-1991 t/m 28-09-1991 | Hitnotering: 03-08-1991 t/m 28-09-1991 | Hitnotering: 03-08-1991 t/m 28-09-1991 | Hitnotering: 03-08-1991 t/m 28-09-1991 | Hitnotering: 03-08-1991 t/m 28-09-1991 |
| Week                                   | 1                                      | 2                                      | 3                                      | 4                                      | 5                                      | 6                                      | 7                                      | 8                                      | 9                                      |                                        |
| -------------------------------------- | -------------------------------------- | -------------------------------------- | -------------------------------------- | -------------------------------------- | -------------------------------------- | -------------------------------------- | -------------------------------------- | -------------------------------------- | -------------------------------------- | -------------------------------------- |
| Positie                                | 78                                     | 64                                     | 49                                     | 36                                     | 29                                     | 29                                     | 39                                     | 60                                     | 79                                     | uit                                    |